# ビオトープ (アルバム)
『ビオトープ』は、Sound Scheduleのメジャー3作目（通算4作目）のアルバム。2005年3月2日にDANGUY RECORDSより発売された。

## 概要
前作『456』から1年5か月ぶりのオリジナルアルバム。

## 収録曲
1. ビオトープ [6:45]
作詞：大石昌良
作曲：川原洋二
編曲：Sound Schedule
2. ハイライト [5:03]
作詞・作曲：大石昌良
編曲：Sound Schedule
3. 真夜中のID [4:34]
作詞：大石昌良
作曲：沖裕志
編曲：Sound Schedule
4. ヘイ!ヘイ! [3:19]
作詞・作曲：大石昌良
編曲：Sound Schedule
5. スペシャルナンバー [4:29]
作詞・作曲：大石昌良
編曲：Sound Schedule
6. 境界線にて [5:13]
作詞・作曲：大石昌良
編曲：Sound Schedule
7. 僕らの逃避行 [4:10]
作詞・作曲：大石昌良
編曲：Sound Schedule
8. エピローグ [4:33]
作詞・作曲：大石昌良
編曲：Sound Schedule
9. コンタクト [5:04]
作詞・作曲：大石昌良
編曲：Sound Schedule
10. 君のためにできること [3:56]
作詞・作曲：大石昌良・沖裕志
編曲：Sound Schedule
11. アンサー [5:31]
作詞：大石昌良
作曲：川原洋二
編曲：Sound Schedule